# Goenycta nigroverticalis
Goenycta nigroverticalis är en fjärilsart som beskrevs av Chen 1982. Goenycta nigroverticalis ingår i släktet Goenycta och familjen nattflyn. Inga underarter finns listade i Catalogue of Life.